# 哈里奇 (麻薩諸塞州)
哈里奇（英語：Harwich）是一個位於美國麻薩諸塞州巴恩斯特布爾縣的鎮。

## 人口
根據2020年美國人口普查的數據，哈里奇的面積為85.80平方千米，當中陸地面積為54.10平方千米，而水域面積為31.70平方千米。當地共有人口13440人，而人口密度為每平方千米157人。